# Schweizer Filme der 1970er Jahre
Die Liste der Schweizer Filme der 1970er Jahre enthält Kinolangfilme mit reiner Spielfilmhandlung.

## Filmografie
- 1970: Il treno del Sud
- 1970: Fanø Hill
- 1970: Erste Liebe
- 1970: Pfarrer Iseli
- 1970: L’enfance d’un été
- 1970: Porno Baby
- 1970: Black out
- 1970: James ou pas
- 1970: Keine Angst Liebling, ich pass schon auf!
- 1970: Le fou
- 1970: Dällebach Kari
- 1970: Immer die verflixten Weiber
- 1971: Blutjunge Verführerinnen
- 1971: Nathalie Ciné-Roman
- 1971: Mörder hinter der Tür
- 1971: Der Salamander (La salamandre) – Regie: Alain Tanner
- 1971: Lo stagionale
- 1971: Die Stewardessen
- 1971: Totale
- 1971: L’anticittà
- 1972: L’hypothèque
- 1972: Le soleil à contre-jour
- 1972: Stella da Falla
- 1972: Blutjunge Verführerinnen – 2. Teil
- 1972: Der Fall
- 1972: Die Landvermesser (Les arpenteurs) – Regie: Michel Soutter
- 1972: Mädchen mit offenen Lippen
- 1972: Storia di confine
- 1972: Heute Nacht oder nie
- 1972: Blutjunge Masseusen
- 1972: Die Mädchenhändler
- 1972: Alfred R. – ein Leben und ein Film
- 1972: Hannibal
- 1972: Blutjunge Verführerinnen – 3. Teil
- 1973: La Sainte Famille
- 1973: Le retour d’Afrique
- 1973: Die Bett-Hostessen
- 1973: L’invitation
- 1973: L’aube ne s'est pas encore levée
- 1973: Das bumsfidele Heiratsbüro
- 1973: Mädchen, die nach Liebe schreien
- 1973: Der Tod des Flohzirkusdirektors oder Ottocaro Weiss reformiert seine Firma
- 1973: Les vilaines manières
- 1973: Eine Armee Gretchen – Regie: Erwin C. Dietrich
- 1973: La fille au violoncelle
- 1973: Die Fabrikanten
- 1974: Fleurs de pierre
- 1974: Le troisième cri
- 1974: Heisser Sex in Bangkok
- 1974: Erica Minor
- 1974: D’un jour à l’autre
- 1974: Die Auslieferung
- 1974: Die bumsfidelen Mädchen vom Birkenhof
- 1974: Wadi Ram
- 1974: Tag der Affen
- 1974: Der Teufel in Miss Jonas
- 1974: L’escapade
- 1974: Les divorcés
- 1974: La Paloma
- 1974: Frauen, die für Sex bezahlen – Regie: Erwin C. Dietrich
- 1974: Fluchtgefahr
- 1974: Mädchen die sich hocharbeiten
- 1974: Die Mitte der Welt (Le milieu du monde) – Regie: Alain Tanner
- 1974: Mulungu
- 1974: Schweizer im Spanischen Bürgerkrieg
- 1974: Smog
- 1974: Was geschah wirklich mit Miss Jonas
- 1975: Ganz so schlimm ist er auch nicht (Pas si méchant que ça) – Regie: Claude Goretta
- 1975: De Grotzepuur – Mark Rissi
- 1975: Heißer Mund auf feuchten Lippen – Regie: Erwin C. Dietrich
- 1975: Mädchen die sich selbst bedienen
- 1975: Mädchen ohne Männer
- 1975: Narrengang
- 1975: Rolls-Royce Baby
- 1975: Die Sex-Spelunke von Bangkok
- 1976: Downtown – Die nackten Puppen der Unterwelt
- 1976: Der Gehülfe – Regie: Thomas Koerfer
- 1976: Die Erschiessung des Landesverräters Ernst S.
- 1976: Frauengefängnis
- 1976: Heisse Berührungen
- 1976: Jack the Ripper – Der Dirnenmörder von London
- 1976: Jonas, der im Jahr 2000 25 Jahre alt sein wird (Jonas qui aura 25 ans en l’an 2000) – Regie: Alain Tanner
- 1976: Mädchen, die am Wege liegen
- 1976: Mädchen im Nachtverkehr – Regie: Erwin C. Dietrich
- 1976: Die Marquise von Sade
- 1976: Die plötzliche Einsamkeit des Konrad Steiner
- 1976: Schatten der Engel – Regie: Daniel Schmid
- 1976: Der Stumme
- 1976: Histoire d’Q
- 1976: Le bus
- 1976: Le grand soir
- 1976: L’arrestation
- 1976: Pagine di vita dell’emigrazione
- 1977: Der andere Anfang
- 1977: Greta – Haus ohne Männer
- 1977: Une dionée
- 1977: In 80 Betten um die Welt – Regie: Erwin C. Dietrich und Jess Franco
- 1977: Die Indianer sind noch fern (Les Indiens sont encore loin) – Regie: Patricia Moraz
- 1977: Liebesbriefe einer portugiesischen Nonne
- 1977: Die Sklavinnen
- 1977: Le Soleil des Pauvres
- 1977: Die Spitzenklöpplerin
- 1977: Tänzerinnen für Tanger – Regie: Guy Gilbert
- 1977: Weisse Haut und schwarze Schenkel
- 1977: Das Frauenhaus
- 1977: Die teuflischen Schwestern
- 1977: Violanta
- 1977: Frauen im Liebeslager
- 1977: Tauwetter
- 1977: Adam + Eva
- 1977: Repérages
- 1977: Der Ruf der blonden Göttin
- 1978: Das Blut an den Lippen des Liebenden
- 1978: Alzire oder Der neue Kontinent
- 1978: Frauen ohne Unschuld
- 1978: Frauen für Zellenblock 9
- 1978: Kleine frieren auch im Sommer
- 1978: Hotel Locarno
- 1978: Mädchen nach Mitternacht
- 1978: Stilleben
- 1978: Les désert des médiocres
- 1978: L’affaire suisse
- 1978: Anne Bäbi Jowäger
- 1978: Fiori d’autunno
- 1978: Die Schweizermacher
- 1978: Kneuss
- 1979: El gamin
- 1979: Kleine Fluchten
- 1979: Porporino
- 1979: Brot und Steine – Regie: Mark Rissi
- 1979: Grauzone – Regie: Fredi M. Murer
- 1979: Der Landvogt von Greifensee – Regie: Wilfried Bolliger
- 1979: Melancholy Baby
- 1979: Messidor – Regie: Alain Tanner
- 1979: Schilten – Regie: Beat Kuert
- 1979: Sechs Schwedinnen im Pensionat – Regie: Erwin C. Dietrich
- 1979: The Wolfer